# Мерина

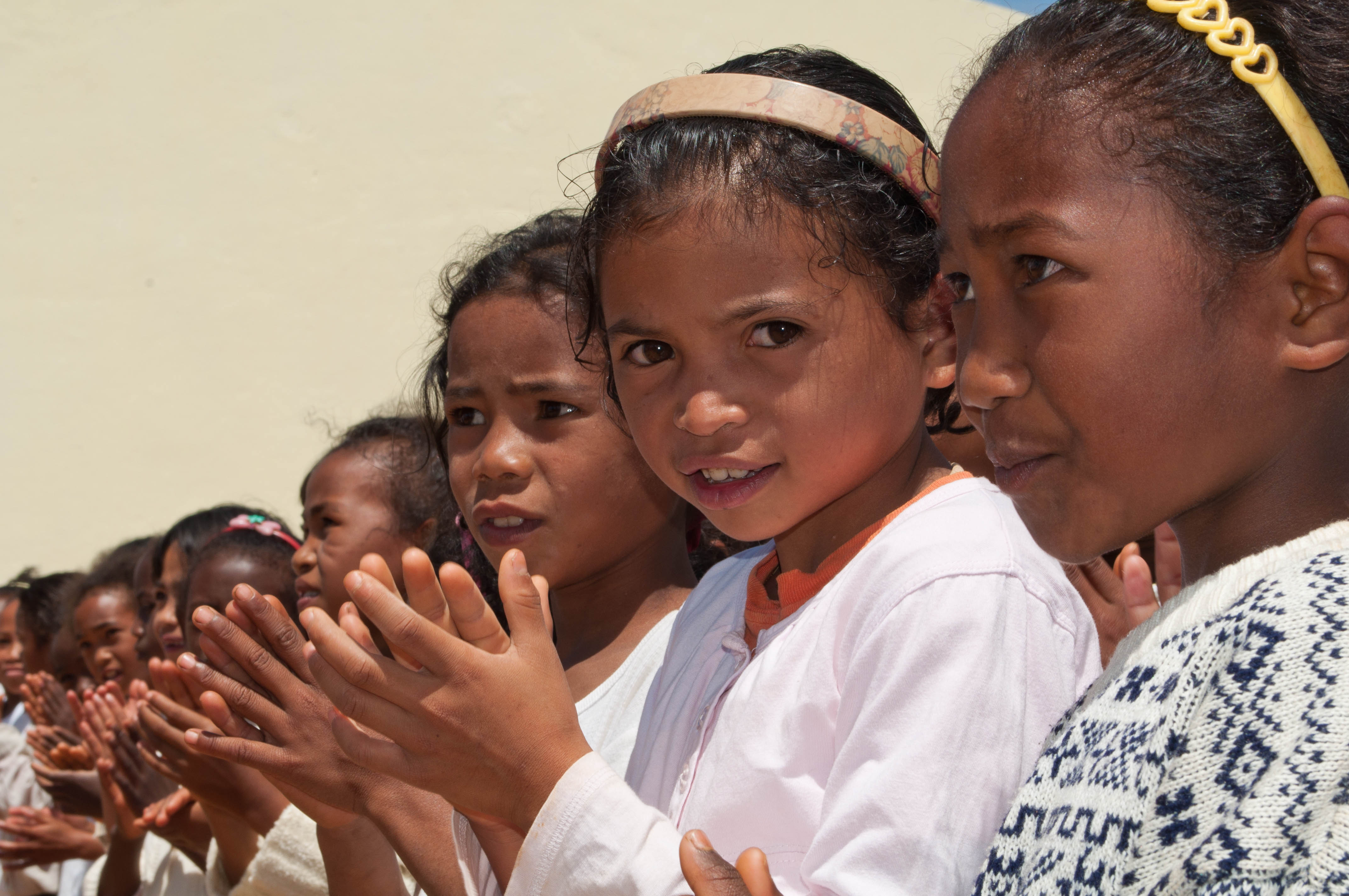
Девочки мерина на Высоком плато на Мадагаскаре

Мерина, также мерна (малаг. Merina «живущие высоко»; в прошлом хува, Hova — «свободные простолюдины»), — народ, относящийся к центрально-восточной группе малагасийцев и проживающий на Высоком плато Мадагаскара, вокруг Антананариву. Считается, что предки мерина прибыли из Индонезии или Малайзии в X веке и к XIV веку переместились на Высокое плато с побережья. Мерина не были первыми переселенцами из Азии: во время их переселения другие народности схожего происхождения проживали на Мадагаскаре (вазимба); некоторые другие народы Мадагаскара имеют азиатские корни (например бецилеу и бецимисарака).
Деревни мерина были расположены на холмах и укреплены земляными либо каменными валами и рвами.
Диалект имерина положен в основу литературного малагасийского языка.
Этническая группа сложилась к XVII—XVIII веку. Основное занятие мерина — заливное террасное рисоводство и скотоводство.

## Сословия
Доколониальное общество Имерины делилось на 3 сословия, не совсем верно иногда именуемых кастами:
- Андриана — аристократы
- Хува (Hova) — простолюдины
- Андеву — рабы и крепостные

Во главе стоял Мпанзака (царь или царица), принадлежащий к сословию андриана.
В современном обществе сохранилось разделение на фоци (светлокожие потомки свободных жителей и аристократов Имерины) и майнти (темнокожие потомки рабов и пленников из других племен).
Внутри каждого сословия мерина принадлежат к отдельному роду или клану (каразана), происходящему от единого предка. Члены одного каразана имеют общую семейную могилу, находящуюся на родовой земле — таниндразана (земля предков, разана — предки). Каразана состоит из нескольких фианакавиана (семей). Браки обычно заключались между членами одного рода, что способствовало ограничению раздела родовой земли и избежанию вопроса, в какой могиле хоронить умершего, принадлежавшего к двум родам.

## Имерина
В XIV—XV вв. на Высоком плато возникло государственное образование народности мерина — Имерина.